# Chicago Marathon 1994
De Chicago Marathon 1994 vond plaats op 30 oktober 1994 in Chicago. 
Bij de mannen won voor de tweede opeenvolgende keer de Braziliaan Luíz Antônio dos Santos in een tijd van 2:11.16. Bij de vrouwen was de Amerikaanse Kristy Johnston de sterkste in een tijd van 2:31.34.

## Uitslagen

### Mannen
| rang   | naam                    | land | tijd    |
| ------ | ----------------------- | ---- | ------- |
| Goud   | Luíz Antônio dos Santos | BRA  | 2:11.16 |
| Zilver | Ed Eyestone             | USA  | 2:11.51 |
| Brons  | Patrick Muturi          | KEN  | 2:12.56 |
| 4      | Ovidio Castilla         | MEX  | 2:13.09 |
| 5      | Don Janicki             | USA  | 2:13.21 |
| 6      | Hector De Jesus         | MEX  | 2:13.35 |
| 7      | Jeff Jacobs             | USA  | 2:13.44 |
| 8      | Alejandro Cruz          | MEX  | 2:14.33 |
| 9      | Carey Nelson            | CAN  | 2:15.21 |
| 10     | Daniel Martinez         | USA  | 2:16.07 |

### Vrouwen
| rang   | naam             | land | tijd    |
| ------ | ---------------- | ---- | ------- |
| Goud   | Kristy Johnston  | USA  | 2:31.34 |
| Zilver | Gitte Karlshoj   | DEN  | 2:31.57 |
| Brons  | Elaine Van Blunk | USA  | 2:32.25 |
| 4      | Trina Painter    | USA  | 2:35.21 |
| 5      | Lisa Weidenbach  | USA  | 2:36.35 |
| 6      | Joan Benoit      | USA  | 2:37.09 |
| 7      | Maria Trujillo   | USA  | 2:37.25 |
| 8      | Ingmarie Nilsson | SWE  | 2:39.43 |
| 9      | Lyubov Klochko   | UKR  | 2:40.09 |
| 10     | Amy Legacki      | USA  | 2:40.18 |

1977 ·
1978 ·
1979 ·
1980 ·
1981 ·
1982 ·
1983 ·
1984 ·
1985 ·
1986 ·
1987 ·
1988 ·
1989 ·
1990 ·
1991 ·
1992 ·
1993 ·
1994 ·
1995 ·
1996 ·
1997 ·
1998 ·
1999 ·
2000 ·
2001 ·
2002 ·
2003 ·
2004 ·
2005 ·
2006 ·
2007 ·
2008 ·
2009 ·
2010 ·
2011 ·
2012 ·
2013 · 
2014 · 
2015 · 
2016 · 
2017 · 
2018 · 
2019 · 
2021 · 
2022 · 
2023